# Домотканово (Ивановская область)
Домотканово — деревня в Тейковском районе Ивановской области. Входит в состав Новолеушинского сельского поселения.

## География
Находится в юго-западной части Ивановской области на западной окраине районного центра города Тейково на правом берегу речки Вязьма.

## История
На карту 1808 года деревня уже была нанесена. В 1859 году здесь (тогда в составе Шуйского уезда Владимирской губернии) было учтено 15 дворов, в 1902 — 12.

## Население
Постоянное население составляло 85 человек (1859 год), 70 (1902), 74 в 2002 году (русские 99 %), 73 в 2010.